# Perrissina albiceps
Perrissina albiceps är en tvåvingeart som beskrevs av Malloch 1938. Perrissina albiceps ingår i släktet Perrissina och familjen parasitflugor. Inga underarter finns listade i Catalogue of Life.